# کونان اوسیریس
کونان اوسیریس (به انگلیسی: Conan Osíris) (زاده ۵ ژانویه ۱۹۸۹) خواننده پرتغالی است.
او در مسابقه آواز یوروویژن ۲۰۱۹ نماینده پرتغال بود.